# Hanno Möttölä
Hanno Aleksanteri Möttölä (Helsinki, 9 de septiembre de 1976) es un exjugador de baloncesto finlandés que ejerce como entrenador asistente en la Selección de Finlandia. Con 2,09 metros de altura, jugaba en la posición de ala-pívot.

## Trayectoria deportiva

### Universidad
Tras iniciar su carrera en el Helsinki NMKY de su país natal, donde jugó durante dos temporadas, decidió continuarla en la liga universitaria estadounidense, jugando durante cuatro años con los Utes de la Universidad de Utah, en las que promedió 12,4 puntos y 4,6 rebotes por partido. Su mejor actuación se produjo ante la Universidad de Texas en 1998, anotando 28 puntos. en su última temporada fue elegido en el mejor quinteto de la División Pacífico de la Western Athletic Conference.

### Profesional

#### NBA
Fue elegido en la cuadragésima posición del Draft de la NBA de 2000 por Atlanta Hawks, con quienes firmó un contrato por dos temporadas. Allí desempeñó el rol de suplente de Lorenzen Wright, siendo titular en tres partidos en su primera temporada, en la que promedió 4,4 puntos y 2,4 rebotes por partido.
Al año siguiente la cosa no varió, si bien tuvo algo más de presencia en cancha, sus números fueron similares a los de su temporada de novato, con 4,8 puntos y 3,3 rebotes por encuentro. Tras acabar contrato con los Hawks, decidió regresar a Europa.

#### Europa

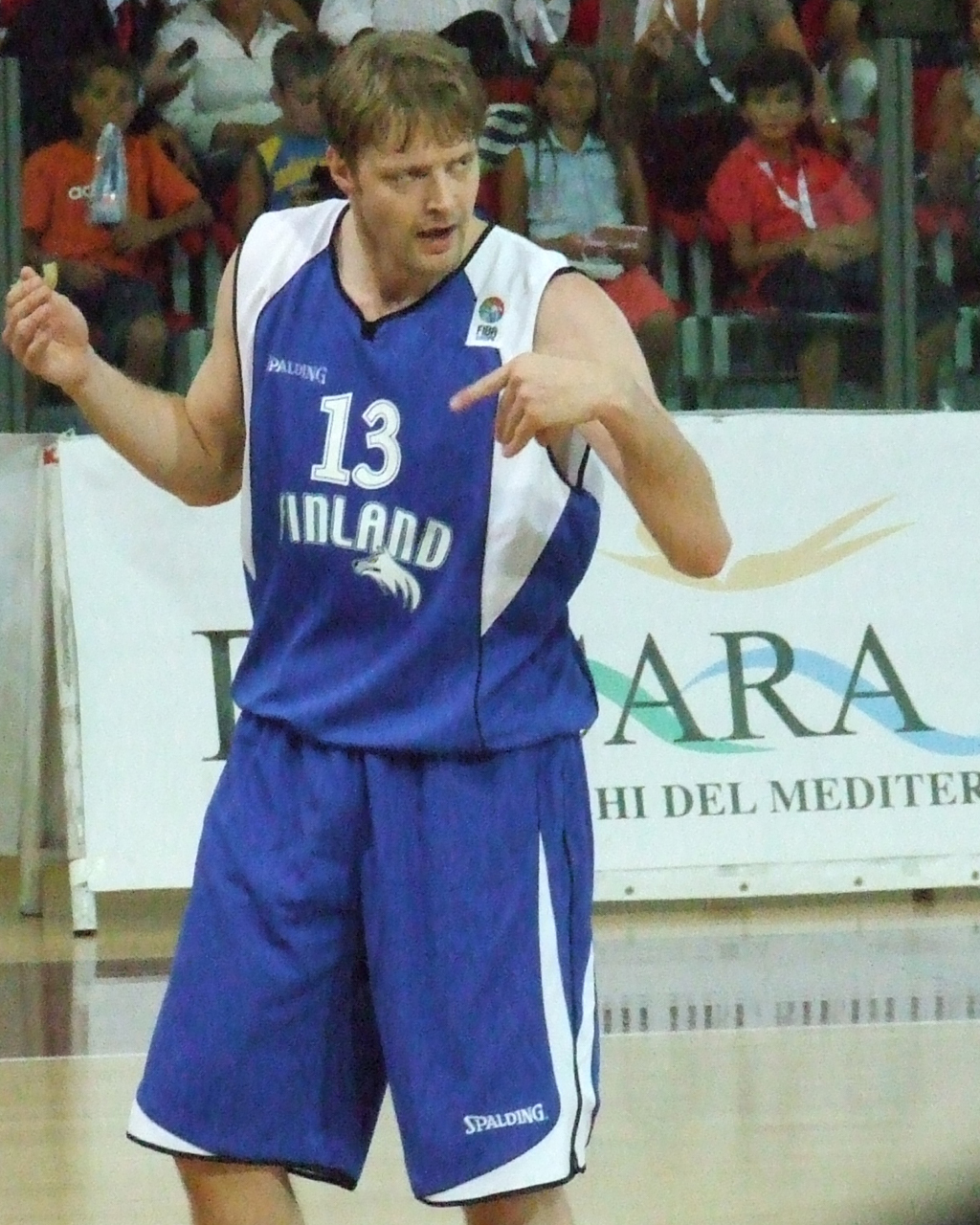
Möttölä en 2008.

En 2002 ficha por el Tau Cerámica Baskonia de la Liga ACB, donde sólo juega 9 partidos, en los que promedia 8,4 puntos y 3,1 rebotes, antes de ver rescindido su contrato por el equipo en el mes de diciembre.
Tras pasarse el resto de la temporada en blanco, en 2003 ficha por el Skipper Bologna de la Serie A italiana, donde mejora un poco su rendimiento, promediando 10,4 puntos y 4,3 rebotes por encuentro. Al año siguiente firma con el Scavolini Pesaro, donde sus números fueron similares. Su mejor partido lo jugó ante el Snaidero Cucine Udine, siendo el máximo anotador de su equipo con 22 puntos.
En 2005 se marcha a jugar a la liga rusa, fichando por el Dinamo Moscú. donde lograría su único título a nivel internacional, al ganar la ULEB Cup, a pesar de que su protagonismo en el equipo fue menor, promediando 7,9 puntos y 3,4 rebotes por partido.
Al año siguiente ficha por el Žalgiris Kaunas de la liga lituana, donde mejora sus estadísticas hasta los 10,1 puntos y 5,2 rebotes por partido, ayudando al equipo a ganar esa temporada la liga y la copa de su país. En 2007 ficha por el Aris Salónica de la liga griega. Tras esa temporada, Möttölä decide retirarse del baloncesto en activo, para ser recordado a un buen nivel y también para atender sus negocios personales.
Pero nueve meses después, cambia su decisión con el objetivo de regresar a la selección de Finlandia, fichando por el Torpan Pojat de su país, equipo en el que militó hasta su retirada en 2013.

## Estadísticas de su carrera en la NBA

### Temporada regular
| Temp.   | Edad | Equipo  | Liga | P   | TIT | MIN  | TC  | TCA | %TC  | 3P  | 3PA | %3P  | TL  | TLA | %TL  | R.OF. | R.DEF. | REB | ASIS | ROB | TAP | PER | FP  | PTS |
| 2000-01 | 24   | Atlanta | NBA  | 73  | 3   | 13.5 | 1.7 | 3.8 | .444 | 0.0 | 0.0 | .000 | 1.0 | 1.2 | .811 | 0.7   | 1.7    | 2.4 | 0.3  | 0.2 | 0.1 | 0.9 | 2.2 | 4.4 |
| 2001-02 | 25   | Atlanta | NBA  | 82  | 14  | 16.7 | 2.1 | 4.7 | .440 | 0.0 | 0.2 | .077 | 0.7 | 0.9 | .750 | 1.0   | 2.3    | 3.3 | 0.6  | 0.2 | 0.2 | 0.9 | 2.1 | 4.8 |
| Total   |      |         | NBA  | 155 | 17  | 15.2 | 1.9 | 4.3 | .442 | 0.0 | 0.1 | .063 | 0.8 | 1.1 | .783 | 0.8   | 2.0    | 2.9 | 0.5  | 0.2 | 0.2 | 0.9 | 2.2 | 4.6 |